# خوان گواسون
خوان گواسون (انگلیسی: Juan Guasone؛ زادهٔ ۲۷ مارس ۲۰۰۱) بازیکن فوتبال است.